# ノエーミア・デ・ソウザ
カロリーナ・ノエーミア・アブランシェス・デ・ソウザ・スアレス（Carolina Noémia Abranches de Sousa Soares、1926年9月20日 - 2002年12月4日）とはモザンビーク・カテベ出身の詩人であり、彼女はポルトガル語で書いた。彼女はヴェラ・ミカイアとしても知られている。彼女はポルトガル人とバントゥー系人の混血（メスチーソ＝ムラート）である。
彼女は翻訳家として1951年から1964年までリスボンで暮らし、それからパリに赴いてモロッコの地方領事となった。彼女は1975年にリスボンに戻り、ANOPのメンバーとなった。
彼女は生涯を通して複数の新聞や雑誌で働いた。最も特筆すべき彼女の共同制作はMensagem (CEI); Mensagem (ルアンダ); Itinerário; Notícias do Bloqueio (ポルト, 1959); O Brado Africano; Moçambique 58; Vértice (コインブラ), Sul (ブラジル)などと共にある。